# Едуард Виктор Епълтън
Едуард Виктор Епълтън (на английски: Edward Victor Appleton) е британски физик, носител на Нобелова награда за физика за 1947 година.

## Биография
Роден е на 6 септември 1892 година в Брадфорд, Англия. Завършва Кеймбриджкия университет. Работи в Кингс Колидж в Лондон, Единбургския университет и Кеймбридж.
Неговите изследвания включват горните слоеве на атмосферата и по-специално откритието на слоя, наречен на негово име. Неговите открития водят до изобретяването на радара.
Умира на 21 април 1965 година в Единбург, Шотландия.

## Памет
На негово име е наречен кратер на Луната.